# La revolución del amor
La revolución del amor è un album uscito il 16 gennaio 2015, prodotto dalla Treid Records e distribuito in Italia, Germania e Olanda da Goodfellas Int / Believe Digital.

## Tracce
1. La revolución del amor – 2:37
2. Margherita mia – 2:30
3. Quelli del bau bau – 3:25
4. Di un paese – 3:19
5. A fuoco lento – 2:44
6. La fame e la sete – 3:55
7. Jeki chaki – 3:08
8. Città cannibale – 4:01
9. Democràzya – 3:16
10. Le parole per te – 3:37
11. L.R.E.A – 3:07